# Người Mỹ gốc Hmông
Người Mỹ gốc Hmông là công dân của Hoa Kỳ có gốc là người H'Mông. Người Mỹ gốc Hmông là một nhóm của người Mỹ gốc Á. Nhiều người H'Mông Lào tị nạn chiến tranh đã tái định cư tại Hoa Kỳ sau khi phe cộng sản tiếp quản của Lào vào năm 1975. Bắt đầu từ tháng 12 năm đó, lần đầu tiên người H'Mông tị nạn đến Mỹ, chủ yếu là từ các trại tị nạn ở Thái Lan, tuy nhiên, chỉ có 3.466 đã được cấp tị nạn tại thời điểm này theo Đạo luật Hỗ trợ người tị nạn của năm 1975.